# Prosopocera rothschildi
Prosopocera rothschildi är en skalbaggsart som beskrevs av Heath 1905. Prosopocera rothschildi ingår i släktet Prosopocera och familjen långhorningar.
Artens utbredningsområde är Angola. Inga underarter finns listade i Catalogue of Life.